# می‌خواهم زنده بمانم! (فیلم ۱۹۵۸)
می‌خواهم زنده بمانم! (به انگلیسی: I Want to Live!) فیلمی ۱۲۰ دقیقه‌ای با ژانر درام حقوقی به کارگردانی رابرت وایز با بازی سوزان هیوارد است.
امتیاز imdb:۷٫۵/۱۰